# Kraftwerk Ķegums
Das Kraftwerk Ķegums ist ein Wasserkraftwerk im Bezirk Ogre, Lettland, das die Düna zu einem Stausee aufstaut. Die Stadt Ķegums liegt auf der rechten Flussseite in der Nähe des Kraftwerks. Das Kraftwerk ist im Besitz von Latvenergo und wird auch von Latvenergo betrieben. Es wurde von 1936 bis 1940 errichtet und von 1975 bis 1979 erweitert.

## Geschichte

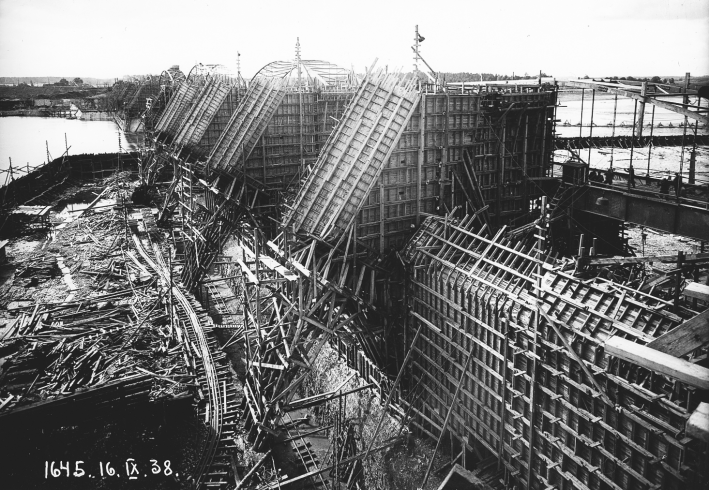
Die Wehranlage während der Bauzeit am 16. September 1938

Erste Pläne zum Bau von Wasserkraftwerken an der Düna kamen nach der Unabhängigkeit Lettlands im Jahr 1919 auf. Am 4. August 1936 wurde ein Gesetz zur Errichtung des Kraftwerks Ķegums durch das lettische Kabinett verabschiedet. Einige Tage später wurde mit den ersten Vorbereitungsarbeiten an der zukünftigen Baustelle begonnen. Am 22. Mai 1937 erfolgte die Grundsteinlegung. Im Laufe des Jahres wurde an der Baustelle eine Brücke über die Düna errichtet und mit der Errichtung des Maschinenhauses begonnen. Im Jahr 1938 wurde die Wehranlage errichtet und die Arbeiten am Maschinenhaus wurden fortgeführt. Am 10. Februar 1939 wurde die Baustelle mit Wasser und Eis überflutet.

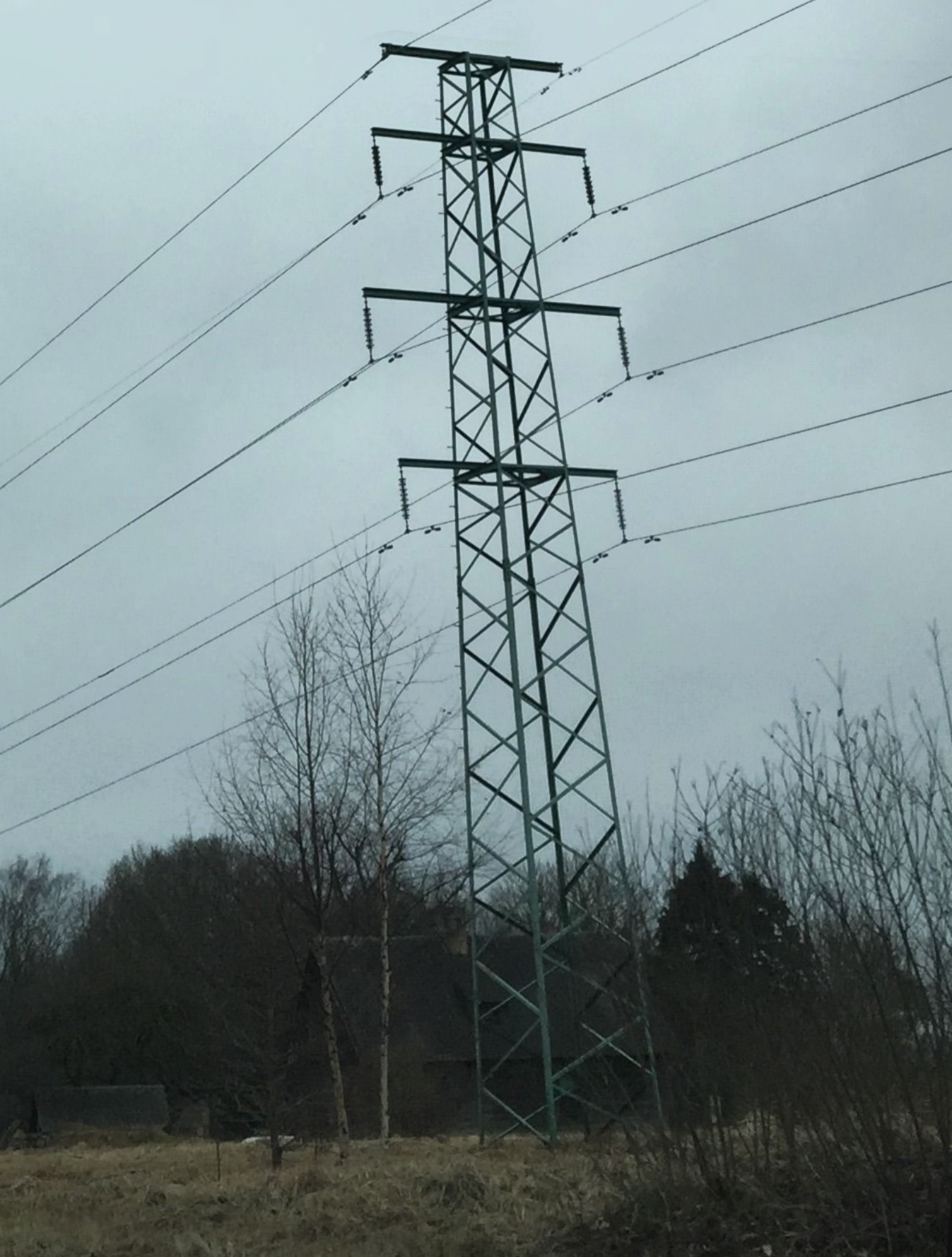
Mast der 88-kV-Leitung, welche heute mit 110 kV betrieben wird

Am 15. Oktober 1939 wurden die erste Maschine des Kraftwerks und eine 88-kV-Freileitung mit einer Länge von 42 km in Betrieb genommen; über die Freileitung wurde Riga mit Strom versorgt. Am 17. November 1939 folgte die zweite Maschine und am 1. November 1940 dann die dritte Maschine. Im Jahr 1944 wurden das Maschinenhaus, die Generatoren und Transformatoren gesprengt. Im Jahr 1945 konnte die erste Maschine des Kraftwerks erneut in Betrieb genommen werden; die zweite folgte 1946 und die dritte 1947. Im Jahr 1953 wurde die vierte Maschine in Betrieb genommen; damit wurde die ursprünglich vorgesehene Leistung von 72 MW erreicht.
Von 1975 bis 1979 wurde ein zweites Maschinenhaus auf der linken Flussseite errichtet; alle drei Maschinen mit einer Leistung von zusammen 192 MW wurden 1979 in Betrieb genommen. Von 1998 bis 2001 wurden die Anlagen im ersten Maschinenhaus erneuert, wobei eine Leistungssteigerung durchgeführt wurde. Im Jahr 2015 wurde mit der Erneuerung der Anlagen im zweiten Maschinenhaus begonnen.

## Absperrbauwerk
Das Absperrbauwerk besteht aus einer Gewichtsstaumauer aus Beton mit einer Länge von 437 m. Die Breite der Staumauer liegt bei 20 m an der Basis und 5 m an der Krone. Auf der rechten Flussseite befindet sich das in den 1930er Jahren errichtete Maschinenhaus, die Wehranlage liegt in der Flussmitte und das in den 1970er Jahren errichtete Maschinenhaus befindet sich auf der linken Flussseite.
An das Absperrbauwerk aus Beton schließt sich auf beiden Seiten ein Erddamm an. Die Länge des Damms beträgt auf der rechten Seite ca. 200 m und auf der linken Seite ungefähr 1 km. An der Dammkrone sind die beiden Dämme jeweils 8,5 m breit. Die Erddämme sind auf der Wasserseite mit Steinen befestigt.
Das Absperrbauwerk verfügt über eine Fischtreppe, die im Sommer 1940 fertig gestellt wurde.

## Stausee
Bei einem Stauziel von 32 m erstreckt sich der Stausee über eine Fläche von rund 24,8 km² und fasst 157 Mio. m³ Wasser. Mit dem Einstau wurde im September 1939 begonnen; das vorgesehene Stauziel wurde im Juni 1940 erreicht.

## Kraftwerk

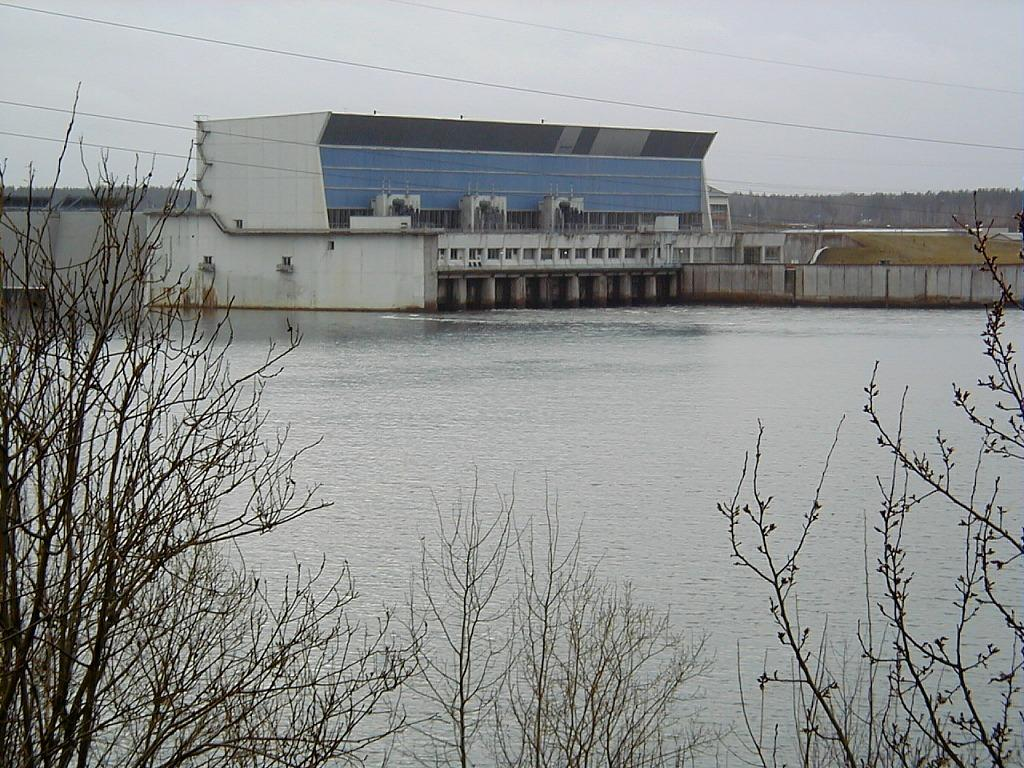
Das Maschinenhaus am linken Ufer

Das Kraftwerk besteht aus einem Maschinenhaus am rechten Ufer und einem zweiten Maschinenhaus am linken Ufer. Es ging 1939 in Betrieb; die installierte Leistung liegt mit sieben Kaplan-Turbinen bei 248 (bzw. 257 260 oder 264) MW. Die durchschnittliche Jahreserzeugung wird mit 402 Mio. kWh angegeben. Die Jahreserzeugung schwankt: Sie lag 2003 bei 432 Mio. kWh und 2009 bei 668 Mio. kWh.
Die ersten vier Turbinen wurden von 1939 bis 1953 in Betrieb genommen; sie befinden sich in einem Maschinenhaus (Länge 72 m) auf der rechten Flussseite. Jede dieser vier Turbinen leistete maximal 17 (bzw. 18 oder 18,85) MW. Die Turbinen und Generatoren wurden von den beiden schwedischen Unternehmen KMW und ASEA geliefert.
Jede dieser vier Turbinen hatte vier Laufradschaufeln und wog 52 t. Der Laufraddurchmesser betrug 4,8 m. Die Nenndrehzahl der Turbinen lag bei 107 Umdrehungen pro Minute. Die Fallhöhe betrug 13,5 m und der maximale Durchfluss lag bei 138 m³/s je  Turbine. Diese Turbinen wurden von 1998 bis 2001 durch neue Maschinen ersetzt.
Im Jahr 1979 wurden drei weitere Turbinen in Betrieb genommen; sie befinden sich in einem Maschinenhaus auf der linken Flussseite. Jede dieser drei Maschinen leistet maximal 64 MW. Die maximale Fallhöhe beträgt 14 m.